# Frank Piasecki
Frank Piasecki, ingeniero aeronáutico estadounidense, nació el 24 de octubre de 1919 en Filadelfia, Pensilvania, Estados Unidos fallecido el 11 de febrero de 2008 en Main Line, Pensilvania. Pionero en el diseño de helícópteros con dos rotores en tándem.

## Biografía
Nacido en Filadelfia, Pensilvania hijo de un sastre polaco inmigrante, Piasecki trabajó para los fabricantes del autogiro mientras estudiaba secundaria y estudió ingeniería industrial en la Universidad de Pensilvania antes de graduarse con una licenciatura en la Universidad de Nueva York.

## Primeros prototipos
En 1940, creó el PV Engineering Forum con su compañero de clase en Penn, Howard Venzie. Fue el principio de lo que sería una pequeña compañía aeronáutica, Piasecki Helicopter. Construyó un helicóptero monoplaza de un único rotor denominado PV-2 y que realizó una prueba en vuelo el 11 de abril de 1943. Este helicóptero impresionó a la Armada de los Estados Unidos lo suficiente como para hacer ganar a Piasecki un contrato de desarrollo. Fue el segundo estadounidense en desarrollar un helicóptero después de Igor Sikorsky, ruso de nacimiento y el primero en volarlo.

## Postguerra
Piasecki inventó el concepto del diseño del rotor en tándem, delantero y posterior. Después de la Segunda Guerra Mundial, Piasecki recibió un contrato para construir varios prototipos militares y este principio de diseño vino ha utilizado con notable éxito en unos varios helicópteros tanto militares como de uso civil, como el Piasecki H-21, que entró en servicio en los años 50, el Boeing Vertol CH-46 Sea Knight, y el CH-47 Chinook. Piasecki abandonó Piasecki Helicopter en 1955 para constituir la Piasecki Aircraft Company. Piasecki Helicopter cambió su nombre a Vertol (Siglas inglesas de "despegue y aterrizaje verticales") en 1956.

## Éxito y reconocimientos
En 1958 se casó con Vivian O'Gara Weyerhaeuser estableciéndose en Haverford. Tuvieron dos hijas y cinco hijos dos de los cuales eran vicepresidentes de su compañía en el momento de su muerte. 
En 1986, El presidente Ronald Reagan concedió a Piasecki el más alto reconocimiento nacional en el campo de la técnica, la Medalla Nacional de la Tecnología. En 2005 Piasecki recibió el reconocimiento de figurar en la cronoligía del Smithsoniano Museo Nacional del Aire y el Espacio.
Piasecki falleció en su casa el 11 de febrero de 2008 a lo 88 años.